# Danh sách di sản văn hóa Tây Ban Nha được quan tâm ở thành phố Ceuta
Danh sách di sản văn hóa Tây Ban Nha được quan tâm ở tỉnh Ceuta.
| Tên                                                          | Dạng                                             | Địa điểm                                     | Tọa độ                                        | Số hồ sơ tham khảo? | Ngày nhận danh hiệu?      | Hình ảnh                                            |
| ------------------------------------------------------------ | ------------------------------------------------ | -------------------------------------------- | --------------------------------------------- | ------------------- | ------------------------- | --------------------------------------------------- |
| Phòng tắm Ả Rập (Ceuta)                                      | Di tích Thời gian: Thế kỷ 12                     | Ceuta Calle de García Galea, 2-4             | 35°53′22″B 5°18′23″T / 35,88958°B 5,306493°T  | RI-51-0012081       | ngày 12 tháng 11 năm 2007 | Upload image                                        |
| Pháo đài-thành lũy Hacho Ceuta                               | Khu phức hợp lịch sử Lâu đài                     | Ceuta Carretera de la Fortaleza Monte Hacho  | 35°53′46″B 5°17′27″T / 35,895973°B 5,2907°T   | RI-53-0000499       | ngày 22 tháng 10 năm 1997 | Upload image                                        |
| Thành đá Tenaza và su Pastel                                 | Khu phức hợp lịch sử Lâu đài                     | Ceuta                                        | 35°53′37″B 5°17′34″T / 35,893587°B 5,292736°T | RI-53-0000499-00001 | ngày 22 tháng 10 năm 1997 | Upload image                                        |
| Thành đá San Amaro                                           | Khu phức hợp lịch sử Lâu đài                     | Ceuta                                        | 35°53′46″B 5°17′36″T / 35,895986°B 5,293243°T | RI-53-0000499-00002 | ngày 22 tháng 10 năm 1997 | Upload image                                        |
| Thành đá San Antonio                                         | Khu phức hợp lịch sử Lâu đài                     | Ceuta                                        | 35°53′50″B 5°17′27″T / 35,897112°B 5,290829°T | RI-53-0000499-00003 | ngày 22 tháng 10 năm 1997 | Upload image                                        |
| Thành đá Málaga                                              | Khu phức hợp lịch sử Lâu đài                     | Ceuta                                        | 35°53′47″B 5°17′15″T / 35,896386°B 5,287551°T | RI-53-0000499-00004 | ngày 22 tháng 10 năm 1997 | Upload image                                        |
| Thành đá Fuentecubierta                                      | Khu phức hợp lịch sử Lâu đài                     | Ceuta                                        | 35°53′41″B 5°17′18″T / 35,894717°B 5,288345°T | RI-53-0000499-00005 | ngày 22 tháng 10 năm 1997 | Upload image                                        |
| Cổng Ceuta                                                   | Khu phức hợp lịch sử Lâu đài                     | Ceuta                                        | 35°53′37″B 5°17′32″T / 35,893624°B 5,292173°T | RI-53-0000499-00006 | ngày 22 tháng 10 năm 1997 | Upload image                                        |
| Antigua Cổng Ceuta (Oculta)                                  | Khu phức hợp lịch sử Lâu đài                     | Ceuta                                        | 35°53′38″B 5°17′35″T / 35,893974°B 5,293031°T | RI-53-0000499-00007 | ngày 22 tháng 10 năm 1997 | Upload image                                        |
| Barracón que sirvió Presidio                                 | Khu phức hợp lịch sử Lâu đài                     | Ceuta                                        | 35°53′42″B 5°17′33″T / 35,894969°B 5,292556°T | RI-53-0000499-00008 | ngày 22 tháng 10 năm 1997 | Upload image                                        |
| Nhà Vigía                                                    | Khu phức hợp lịch sử Lâu đài                     | Ceuta                                        | 35°53′44″B 5°17′31″T / 35,895612°B 5,292014°T | RI-53-0000499-00009 | ngày 22 tháng 10 năm 1997 | Upload image                                        |
| Doanh trại-nhà tù và Aljibe                                  | Khu phức hợp lịch sử Lâu đài                     | Ceuta                                        | 35°53′44″B 5°17′24″T / 35,895682°B 5,289981°T | RI-53-0000499-00010 | ngày 22 tháng 10 năm 1997 | Upload image                                        |
| Tàn tích Alcantarillado Viejo                                | Khu phức hợp lịch sử Lâu đài                     | Ceuta                                        | 35°53′47″B 5°17′31″T / 35,896481°B 5,291918°T | RI-53-0000499-00011 | ngày 22 tháng 10 năm 1997 | Upload image                                        |
| Entrada Galerías subterráneas                                | Khu phức hợp lịch sử Lâu đài                     | Ceuta                                        | 35°53′44″B 5°17′22″T / 35,895664°B 5,289354°T | RI-53-0000499-00012 | ngày 22 tháng 10 năm 1997 | Upload image                                        |
| Almacén que sirvió Presidio                                  | Khu phức hợp lịch sử Lâu đài                     | Ceuta                                        | 35°53′47″B 5°17′16″T / 35,896334°B 5,287793°T | RI-53-0000499-00013 | ngày 22 tháng 10 năm 1997 | Upload image                                        |
| Cổng Málaga và Cuerpo Guardia                                | Khu phức hợp lịch sử Lâu đài                     | Ceuta                                        | 35°53′44″B 5°17′17″T / 35,895588°B 5,288101°T | RI-53-0000499-00014 | ngày 22 tháng 10 năm 1997 | Upload image                                        |
| Fortificaciones Almina                                       | Khu phức hợp lịch sử Lâu đài                     | Ceuta                                        |                                               | RI-53-0000555       | 07-01-1998                | Upload image                                        |
| Thành đá San Sebastián                                       | Khu phức hợp lịch sử Lâu đài                     | Ceuta                                        |                                               | RI-53-0000555-00001 | 07-01-1998                | Upload image                                        |
| Tranh sơn dầu Tường Almina                                   | Khu phức hợp lịch sử Lâu đài                     | Ceuta                                        |                                               | RI-53-0000555-00002 | 07-01-1998                | Upload image                                        |
| Batería San Pedro Bajo                                       | Khu phức hợp lịch sử Lâu đài                     | Ceuta                                        |                                               | RI-53-0000555-00003 | 07-01-1998                | Upload image                                        |
| Tàn tích Cổng Muelle San Pedro                               | Khu phức hợp lịch sử Lâu đài                     | Ceuta                                        |                                               | RI-53-0000555-00004 | 07-01-1998                | Upload image                                        |
| Batería Abastos                                              | Khu phức hợp lịch sử Lâu đài                     | Ceuta                                        |                                               | RI-53-0000555-00005 | 07-01-1998                | Upload image                                        |
| Almacén Abastos                                              | Khu phức hợp lịch sử Lâu đài                     | Ceuta                                        |                                               | RI-53-0000555-00006 | 07-01-1998                | Upload image                                        |
| Cortadura Valle                                              | Khu phức hợp lịch sử Lâu đài                     | Ceuta                                        |                                               | RI-53-0000555-00007 | 07-01-1998                | Upload image                                        |
| Muro Pozo Rayo                                               | Khu phức hợp lịch sử Lâu đài                     | Ceuta                                        |                                               | RI-53-0000555-00008 | 07-01-1998                | Upload image                                        |
| Tháp Heliógrafo hay Valle                                    | Khu phức hợp lịch sử Lâu đài                     | Ceuta                                        |                                               | RI-53-0000555-00009 | 07-01-1998                | Upload image                                        |
| Batería Rastrillo Nuevo                                      | Khu phức hợp lịch sử Lâu đài                     | Ceuta                                        |                                               | RI-53-0000555-00010 | 07-01-1998                | Upload image                                        |
| Batería Nueva                                                | Khu phức hợp lịch sử Lâu đài                     | Ceuta                                        |                                               | RI-53-0000555-00011 | 07-01-1998                | Upload image                                        |
| Batería và Cuerpo Guardia Molino                             | Khu phức hợp lịch sử Lâu đài                     | Ceuta                                        |                                               | RI-53-0000555-00012 | 07-01-1998                | Upload image                                        |
| Cuerpo Guardia San Andrés                                    | Khu phức hợp lịch sử Lâu đài                     | Ceuta                                        |                                               | RI-53-0000555-00013 | 07-01-1998                | Upload image                                        |
| Garitón Pintor                                               | Khu phức hợp lịch sử Lâu đài                     | Ceuta                                        |                                               | RI-53-0000555-00014 | 07-01-1998                | Upload image                                        |
| Batería Espino                                               | Khu phức hợp lịch sử Lâu đài                     | Ceuta                                        |                                               | RI-53-0000555-00015 | 07-01-1998                | Upload image                                        |
| Torreón San Jerónimo                                         | Khu phức hợp lịch sử Lâu đài                     | Ceuta                                        |                                               | RI-53-0000555-00016 | 07-01-1998                | Upload image                                        |
| Tranh sơn dầu Tường Almina                                   | Khu phức hợp lịch sử Lâu đài                     | Ceuta                                        |                                               | RI-53-0000555-00017 | 07-01-1998                | Upload image                                        |
| Batería và Cổng Fuente Caballos                              | Khu phức hợp lịch sử Lâu đài                     | Ceuta                                        |                                               | RI-53-0000555-00018 | 07-01-1998                | Upload image                                        |
| Thành đá San Carlos                                          | Khu phức hợp lịch sử Lâu đài                     | Ceuta                                        |                                               | RI-53-0000555-00019 | 07-01-1998                | Upload image                                        |
| Thành đá San José                                            | Khu phức hợp lịch sử Lâu đài                     | Ceuta                                        |                                               | RI-53-0000555-00020 | 07-01-1998                | Upload image                                        |
| Cổng Boquete Sardina                                         | Khu phức hợp lịch sử Lâu đài                     | Ceuta                                        |                                               | RI-53-0000555-00021 | 07-01-1998                | Upload image                                        |
| Contraescarpa Foso Almina                                    | Khu phức hợp lịch sử Lâu đài                     | Ceuta                                        |                                               | RI-53-0000555-00022 | 07-01-1998                | Upload image                                        |
| Fortificaciones Recinto Hacho                                | Khu phức hợp lịch sử Kiến trúc phòng thủ Lâu đài | Ceuta Carretera de la Fortaleza Monte Hacho  | 35°53′46″B 5°17′27″T / 35,895973°B 5,2907°T   | RI-53-0000500       | ngày 22 tháng 10 năm 1997 | Upload image                                        |
| Tranh sơn dầu Tường Norte                                    | Khu phức hợp lịch sử Lâu đài                     | Ceuta                                        |                                               | RI-53-0000500-00001 | ngày 22 tháng 10 năm 1997 | Upload image                                        |
| Cổng San Amaro Lazareto                                      | Khu phức hợp lịch sử Lâu đài                     | Ceuta                                        |                                               | RI-53-0000500-00002 | ngày 22 tháng 10 năm 1997 | Upload image                                        |
| Lâu đài San Amaro                                            | Khu phức hợp lịch sử Lâu đài                     | Ceuta                                        |                                               | RI-53-0000500-00003 | ngày 22 tháng 10 năm 1997 | Upload image                                        |
| Tháp canh Torremocha                                         | Khu phức hợp lịch sử Lâu đài                     | Ceuta                                        | 35°53′58″B 5°17′57″T / 35,89933°B 5,299232°T  | RI-53-0000500-00004 | ngày 22 tháng 10 năm 1997 | Upload image                                        |
| Tháp canh Punta Chiclón                                      | Khu phức hợp lịch sử Lâu đài                     | Ceuta                                        | 35°54′01″B 5°17′55″T / 35,900188°B 5,298516°T | RI-53-0000500-00005 | ngày 22 tháng 10 năm 1997 | Upload image                                        |
| Tháp canh Punta Atravesados                                  | Khu phức hợp lịch sử Lâu đài                     | Ceuta                                        | 35°54′07″B 5°17′49″T / 35,901831°B 5,296947°T | RI-53-0000500-00006 | ngày 22 tháng 10 năm 1997 | Upload image                                        |
| Batería và Cuerpo Guardia Pino Gordo                         | Khu phức hợp lịch sử Lâu đài                     | Ceuta                                        | 35°54′07″B 5°17′47″T / 35,901976°B 5,296478°T | RI-53-0000500-00007 | ngày 22 tháng 10 năm 1997 | Upload image                                        |
| Tháp canh Punta Sauciño                                      | Khu phức hợp lịch sử Lâu đài                     | Ceuta                                        | 35°54′09″B 5°17′42″T / 35,902513°B 5,295053°T | RI-53-0000500-00008 | ngày 22 tháng 10 năm 1997 | Upload image                                        |
| Batería và Cuerpo Guardia Sauciño                            | Khu phức hợp lịch sử Lâu đài                     | Ceuta                                        | 35°54′11″B 5°17′32″T / 35,903147°B 5,292116°T | RI-53-0000500-00009 | ngày 22 tháng 10 năm 1997 | Upload image                                        |
| Batería Santa Catalina                                       | Khu phức hợp lịch sử Lâu đài                     | Ceuta                                        | 35°54′24″B 5°17′19″T / 35,906649°B 5,28849°T  | RI-53-0000500-00010 | ngày 22 tháng 10 năm 1997 | Upload image                                        |
| Garitón Santa Catalina                                       | Khu phức hợp lịch sử Lâu đài                     | Ceuta                                        | 35°54′15″B 5°17′13″T / 35,904055°B 5,28694°T  | RI-53-0000500-00011 | ngày 22 tháng 10 năm 1997 | Upload image                                        |
| Garitón hay Cuerpo Guardia Cuevas                            | Khu phức hợp lịch sử Lâu đài                     | Ceuta                                        | 35°54′10″B 5°17′07″T / 35,902739°B 5,285148°T | RI-53-0000500-00012 | ngày 22 tháng 10 năm 1997 | Upload image                                        |
| Đồn và Batería Punta Almina                                  | Khu phức hợp lịch sử Lâu đài                     | Ceuta                                        | 35°53′58″B 5°16′47″T / 35,899323°B 5,279692°T | RI-53-0000500-00013 | ngày 22 tháng 10 năm 1997 | Upload image                                        |
| Atalaya Palmar                                               | Khu phức hợp lịch sử Lâu đài                     | Ceuta                                        | 35°53′49″B 5°16′47″T / 35,896985°B 5,279588°T | RI-53-0000500-00014 | ngày 22 tháng 10 năm 1997 | Upload image                                        |
| Lâu đài Desnarigado                                          | Khu phức hợp lịch sử Lâu đài                     | Ceuta Carretera del Castillo del Desnarigado | 35°53′41″B 5°16′52″T / 35,894639°B 5,281221°T | RI-53-0000500-00015 | ngày 22 tháng 10 năm 1997 | Upload image                                        |
| Reducto Antiguo                                              | Khu phức hợp lịch sử Lâu đài                     | Ceuta                                        | 35°53′40″B 5°16′52″T / 35,894424°B 5,281192°T | RI-53-0000500-00016 | ngày 22 tháng 10 năm 1997 | Upload image                                        |
| Reducto Nuevo                                                | Khu phức hợp lịch sử Lâu đài                     | Ceuta                                        | 35°53′40″B 5°16′53″T / 35,894495°B 5,281318°T | RI-53-0000500-00017 | ngày 22 tháng 10 năm 1997 | Upload image                                        |
| Camino Cubierto Fuerte Sarchal al Lâu đài Desnarigado        | Khu phức hợp lịch sử Lâu đài                     | Ceuta                                        |                                               | RI-53-0000500-00018 | ngày 22 tháng 10 năm 1997 | Upload image                                        |
| Batería và Cuerpo Guardia Torrecilla                         | Khu phức hợp lịch sử Lâu đài                     | Ceuta                                        | 35°53′43″B 5°16′57″T / 35,895347°B 5,282589°T | RI-53-0000500-00019 | ngày 22 tháng 10 năm 1997 | Upload image                                        |
| Garitón Alfonso Díaz                                         | Khu phức hợp lịch sử Lâu đài                     | Ceuta                                        | 35°53′40″B 5°17′00″T / 35,894574°B 5,283464°T | RI-53-0000500-00020 | ngày 22 tháng 10 năm 1997 | Upload image                                        |
| Đồn Palmera                                                  | Khu phức hợp lịch sử Lâu đài                     | Ceuta                                        | 35°53′29″B 5°17′14″T / 35,891388°B 5,287197°T | RI-53-0000500-00021 | ngày 22 tháng 10 năm 1997 | Upload image                                        |
| Portillo Fuentecubierta                                      | Khu phức hợp lịch sử Lâu đài                     | Ceuta                                        | 35°53′27″B 5°17′24″T / 35,89073°B 5,290003°T  | RI-53-0000500-00022 | ngày 22 tháng 10 năm 1997 | Upload image                                        |
| Đồn Quemadero                                                | Khu phức hợp lịch sử Lâu đài                     | Ceuta                                        | 35°53′22″B 5°17′38″T / 35,889311°B 5,293876°T | RI-53-0000500-00023 | ngày 22 tháng 10 năm 1997 | Upload image                                        |
| Fuerte Sarchal                                               | Khu phức hợp lịch sử Lâu đài                     | Ceuta                                        |                                               | RI-53-0000500-00024 | ngày 22 tháng 10 năm 1997 | Upload image                                        |
| Tường thành Recinto Ciudad                                   | Khu phức hợp lịch sử Lâu đài                     | Ceuta                                        |                                               | RI-53-0000503       | 27-11-1997                | Upload image                                        |
| Vestigio Tường Árabe                                         | Khu phức hợp lịch sử Lâu đài                     | Ceuta                                        |                                               | RI-53-0000503-00001 | 27-11-1997                | Upload image                                        |
| Tranh sơn dầu Tường con dos torreones và Miradouro           | Khu phức hợp lịch sử Lâu đài                     | Ceuta                                        |                                               | RI-53-0000503-00002 | 27-11-1997                | Upload image                                        |
| Tàn tích Thành đá Pólvora                                    | Khu phức hợp lịch sử Lâu đài                     | Ceuta                                        |                                               | RI-53-0000503-00003 | 27-11-1997                | Upload image                                        |
| Tàn tích Thành đá San Francisco                              | Khu phức hợp lịch sử Lâu đài                     | Ceuta                                        |                                               | RI-53-0000503-00004 | 27-11-1997                | Upload image                                        |
| Cortina Tường Brecha và Escudo D. Francisco Velasco và Tovar | Khu phức hợp lịch sử Lâu đài                     | Ceuta                                        |                                               | RI-53-0000503-00005 | 27-11-1997                | Upload image                                        |
| Torreón San Miguel                                           | Khu phức hợp lịch sử Lâu đài                     | Ceuta                                        |                                               | RI-53-0000503-00006 | 27-11-1997                | Upload image                                        |
| Cổng Ribera và Escudo Portugal                               | Khu phức hợp lịch sử Lâu đài                     | Ceuta                                        | 35°53′16″B 5°19′02″T / 35,887665°B 5,317141°T | RI-53-0000503-00007 | 27-11-1997                | Upload image                                        |
| Tường thành Reales Ceuta                                     | Lịch sử và nghệ thuật Thời gian: Thế kỷ 10       | Ceuta                                        | 35°53′19″B 5°19′06″T / 35,888544°B 5,318332°T | RI-53-0000305       | 03-07-1985                | Murallas Reales y foso de San Felipe · Upload image |
| Nhà thờ Asunción Ceuta                                       | Di tích                                          | Ceuta Plaza de África                        | 35°53′16″B 5°19′00″T / 35,887833°B 5,316594°T | RI-51-0012179       | 18-11-2008                | Upload image                                        |
| Đồn Sarchal                                                  | Di tích                                          | Ceuta Carretera de Monte Hacho, 17           | 35°53′25″B 5°17′49″T / 35,890141°B 5,296832°T | RI-51-0009089       | 29-06-1995                | Upload image                                        |
| Nhà N.º 30 Paseo Revellín                                    | Di tích                                          | Ceuta Paseo del Revellín, 30                 | 35°53′15″B 5°18′40″T / 35,887596°B 5,311143°T | RI-51-0005316       | 28-08-1989                | Upload image                                        |
| Tường thành Merínidas                                        | Di tích                                          | Ceuta                                        |                                               | RI-51-0009110       | 06-09-1995                | Upload image                                        |
| Tháp Barranco Mendicuti                                      | Di tích Lâu đài                                  | Ceuta                                        |                                               | RI-51-0010121       | 09-10-1997                | Upload image                                        |
| Tháp Antigua Huerta Regulares                                | Di tích Lâu đài                                  | Ceuta                                        |                                               | RI-51-0010122       | 09-10-1997                | Upload image                                        |
| Tháp cortijo Fuente Higuera                                  | Di tích                                          | Ceuta                                        |                                               | RI-51-0010123       | 22-04-1949                | Upload image                                        |
| Tháp và Algibe Loma Luengo                                   | Di tích Lâu đài                                  | Ceuta                                        |                                               | RI-51-0010124       | 09-10-1997                | Upload image                                        |
| Fuerte Príncipe Alfonso                                      | Di tích                                          | Ceuta                                        |                                               | RI-51-0010126       | 09-10-1997                | Upload image                                        |
| Cuartel Serrallo                                             | Di tích                                          | Ceuta                                        |                                               | RI-51-0010125       | 09-10-1997                | Upload image                                        |
| Tháp Mendizábal                                              | Di tích Lâu đài                                  | Ceuta                                        |                                               | RI-51-0010127       | 09-10-1997                | Upload image                                        |
| Tháp Piniés                                                  | Di tích Lâu đài                                  | Ceuta                                        |                                               | RI-51-0010128       | 09-10-1997                | Upload image                                        |
| Tháp Francisco Asís                                          | Di tích Lâu đài                                  | Ceuta                                        |                                               | RI-51-0010129       | 09-10-1997                | Upload image                                        |
| Tháp Isabel II                                               | Di tích Lâu đài                                  | Ceuta                                        |                                               | RI-51-0010130       | 09-10-1997                | Upload image                                        |
| Tháp Yebel Ányera                                            | Di tích Lâu đài                                  | Ceuta                                        |                                               | RI-51-0010131       | 09-10-1997                | Upload image                                        |
| Tháp Aranguren                                               | Di tích Lâu đài                                  | Ceuta                                        |                                               | RI-51-0010132       | 09-10-1997                | Upload image                                        |
| Lô cốt Comandari Viejo                                       | Di tích                                          | Ceuta                                        |                                               | RI-51-0010133       | 09-10-1997                | Upload image                                        |
| Lô cốt Comandari Nuevo                                       | Di tích                                          | Ceuta                                        |                                               | RI-51-0010134       | 09-10-1997                | Upload image                                        |
| Khu vực Nhà trú tạm và Cueva Benzú                           | Khu khảo cổ                                      | Ceuta                                        |                                               | RI-55-0000911       | 08-01-2010                | Upload image                                        |
| Khu vực Khảo cổ Vương cung thánh đường Tardorromana Ceuta    | Khu khảo cổ                                      | Ceuta                                        |                                               | RI-55-0000260       | 26-07-1991                | Upload image                                        |